# Četa
Četa (angleško company; nemško Kompanie) je stalna pehotna vojaška enota.
Četa je sestavljena iz 3-5 vodov in ji poveljuje nadporočnik oz. stotnik. Glede na tip enote in posamezne kopenske vojske ima četa od 62 do 300 vojakov. Artilerijska enota velikosti čete se imenuje baterija, konjeniška pa trop.
| Manjša: Vod | vojaška enota/formacije | Večja: Bataljon |